# Hans-Ulrich Niemitz
Hans-Ulrich Niemitz (Berlín, 22 de noviembre de 1946 - † 2 de noviembre de 2010) fue un ingeniero y exdirector del Centro de Historia de la Tecnología y el Museo del Auto de la Universidad de Tecnología, Economía y Cultura de Leipzig.
Niemitz estudió aeronáutica e ingeniería mecánica y en aquella época fue también asistente de investigación de matemáticas prácticas en la Universidad Técnica de Berlín. Él estudió la historia como un estudio secundario, así como la ética de la ciencia y la ingeniería, y recibió su doctorado en 1992. De 1995 a 2009 fue profesor en la Universidad de Tecnología, Economía y Cultura de Leipzig (FH) y estaba en la universidad responsable de los estudios generales.
Sus áreas de interés docente y de investigación eran la historia y la ética de la ciencia y la tecnología, cambios en las relaciones entre tecnología, cultura y sociedad, la evaluación de tecnologías, el cambio de modelo para el desarrollo de la tecnología, y la cronología.
Niemitz apoyó - como Heribert Illig - la teoría de un período de ficción en la Alta Edad Media (Hipótesis del tiempo fantasma). Él es el inventor del concepto del año fantasma. Niemitz mostró sus dudas en su libro en la precisión de la datación por radiocarbono y la dendrocronología, y todos los otros métodos científicos que datan en principio. Junto con Uwe Topper y Christian Blöss, fundó el salón histórico de Berlín en 1994.
Hans-Ulrich Niemitz también es conocido como un defensor de la nueva medicina germánica.
Tanto la hipótesis del tiempo fantasma como las leyes de la nueva medicina germánica son consideradas por algunos científicos profesionales como pseudociencias. En el caso de la nueva medicina germánica muy pocos han dedicado tiempo para evaluar sus postulados, y sin nada que perder, se niegan a realizar una verificación de la misma, por lo cual sus posturas sobre la Nueva medicina Germánica no puede ser consideradas determinantes.

## Obra
- Christian Blöss, Hans-Ulrich Niemitz: C14-Crash. Mantis Verlag 1997, ISBN 3-92885-2159.
- Monika Berger-Lenz, Christopher Ray, Hans-Ulrich Niemitz: faktor-L. Neue Medizin. Die Wahrheit über Dr.Hamers Entdeckung – Krebs und andere heilbare Krankheiten. Faktuell-Verlag, ISBN 3-9809203-9-9.
- Hans-Ulrich Niemitz: Gutachten zur Neuen Medizin. Hochschule für Technik, Wirtschaft und Kultur, Leipzig 2003.
- Hans-Ulrich Niemitz: Fälschungen im Mittelalter. In: Vorzeit Frühzeit Gegenwart (VFG), 1-91, S. 21 ff.).
- Hans-Ulrich Niemitz, Heribert Illig: Hat das dunkle Mittelalter nie existiert? In: VFG, 1-91, S. 36 ff.).
- Stefan Lanka, Hans-Ulrich-Niemitz, Veronika Widmer, Karl Kralfeld: Die Vogelgrippe. Der Krieg der USA gegen die Menschheit. klein-klein-verlag, ISBN 3-937342-15-X.